# Lawe Deski Sabas
Lawe Deski Sabas is een bestuurslaag in het regentschap Aceh Tenggara van de provincie Atjeh, Indonesië. Lawe Deski Sabas telt 920 inwoners (volkstelling 2010).